# Герб Мурашей (Кировская область)
Герб города Мураши — опознавательно-правовой знак, служащий символом города Мураши Кировской области Российской Федерации.

## Описание герба
Описание герба:
В верхней, отсечённой, части щита золотыми буквами начертано название города «МУРАШИ». Остальное поле щита разделено на 4 части. В верхней правой четверти герба на красном фоне стилизованный силуэт ели и шестерня. В верхней левой четверти на золотом фоне эмблема железнодорожного транспорта. В нижней правой четверти на золотом фоне рука, держащая лук со стрелой. В нижней левой четверти на красном фоне золотой колос.

## Обоснование символики
Шестерня символизирует промышленность города. Ель указывает на природные богатства города и его окрестностей. Эмблема железнодорожного транспорта олицетворяет железнодорожную станцию Мураши, основанную в связи со строительством железной дороги Вятка — Котлас в 1895 году и давшую начало городу Мураши. Рука, держащая лук со стрелой указывает на герб города Вятки и символизирует принадлежность города к бывшей Вятской губернии. Золотой колос — символ сельского хозяйства, указывает на принадлежность города к сельскохозяйственному району.
Красный цвет — символ жизнеутверждающей силы, мужества, труда и праздника.
Золото (жёлтый цвет) — символ величия и богатства, уважения и стабильности.
Зелёный цвет — символ жизни, здоровья, надежды и весны.
Чёрный цвет — символ мудрости, честности, скромности и вечности бытия.

## История создания
- 21 мая 1988 — герб города утверждён решением 5-й сессии XX созыва Мурашинского городского Совета народных депутатов[1].